# Senat de l'Uruguai
El Senat de l'Uruguai (en castellà: Senado del Uruguay o Cámara de Senadores), resultat de la Carta Magna del 1967, conserva l'estructura bicameral establerta amb la primera Constitució de 1830.

## Formació
El Senat està compost per 31 membres, 30 dels quals són elegits per sufragi directe i l'altre, el vicepresident de la República, presideix la Cambra.
Els senadors s'escullen cada cinc anys per sufragi directe en eleccions de circumscripció nacional. El repartiment de les banques del senat és proporcional segons el nombre de vots obtinguts per les llistes dels respectius partits polítics.
Per a ser senador és necessari tenir almenys 30 anys, ser ciutadà uruguaià i gaudir d'aquests drets durant un període no inferior a set anys. El mandat del senador és compatible amb el mandat del cap d'Estat, el president de la República.
L'actual president del Senat és Beatriz Argimón.
| Presidència               | Inici de mandat        | Fi de mandat          | Partit          |
| ------------------------- | ---------------------- | --------------------- | --------------- |
| Ledo Arroyo Torres        | 1 de març de 1955      | 1 de març de 1959     | Partit Colorado |
| Juan Carlos Raffo Frávega | 1 de març de 1959      | 1 de març de 1963     | Partit Nacional |
| Martín R. Echegoyen       | 1 de març de 1963      | 1 de març de 1967     | Partit Nacional |
| Jorge Pacheco Areco       | 1 de març de 1967      | 6 de desembre de 1967 | Partit Colorado |
| Alberto Abdala            | Desembre de 1967       | 1 de març de 1972     | Partit Colorado |
| Jorge Sapelli             | 1 de març de 1972      | 27 de juny de 1973    | Partit Colorado |
| Enrique Tarigo Vázquez    | 1 de març de 1985      | 1 de març de 1990     | Partit Colorado |
| Gonzalo Aguirre Ramírez   | 1 de març de 1990      | 1 de març de 1995     | Partit Nacional |
| Hugo Batalla Parentini    | 1 de març de 1995      | 3 d'octubre de 1998   | Partit Colorado |
| Hugo Fernández Faingold   | 3 d'octubre de 1998    | 1 de març de 2000     | Partit Colorado |
| Luis Antonio Hierro López | 1 de març de 2000      | 1 de març de 2005     | Partit Colorado |
| Rodolfo Nin Novoa         | 1 de març de 2005      | 1 de març de 2010     | Front Ampli     |
| Danilo Astori             | 1 de març de 2010      | 1 de març de 2015     | Front Ampli     |
| Raúl Fernando Sendic      | 1 de març de 2015      | 1 de setembre de 2017 | Front Ampli     |
| Lucía Topolansky          | 13 de setembre de 2017 | 1 de març de 2020     | Front Ampli     |
| Beatriz Argimón           | 1 de març de 2020      | Present               | Partit Nacional |